# Metoděj Vlach
Metoděj Vlach (6. července 1887 Říkovice – 8. února 1957 Sezimovo Ústí) byl český konstruktér a cestovatel, první český letec, který letěl letadlem vlastní konstrukce vyrobeným z místních materiálů.

## Život
Metoděj Vlach se narodil v rodině vzdělaného rolníka a pozdějšího říkovického starosty Františka Vlacha v čísle popisném 13 v Říkovicích u Přerova. Jeho matka, rozená Anna Obdržálková, pocházela z blízkého Břestu. Po absolvování obecné (Říkovice 1893–1902) a měšťanské školy (Hulín 1899–1902) navštěvoval v letech 1902 až 1904 průmyslovku v Přerově.
První místo získal v Kopřivnici jako montér při výrobě šoupátek pro lokomotivy. V roce 1905 pracoval v lokomotivce Mariboru, od roku 1907 ve Štýrském Hradci u firmy Puch a od roku 1908 u firmy Laurin a Klement v Mladé Boleslavi, kde se vypracoval z montéra až na dílovedoucího v nástrojárně. Jeho kariéra pokračovala v Písku, kde neúspěšně podnikal. Poté se objevil v továrně na obráběcí stroje Podhajský v Hostivaři. Roku 1924 nastoupil u firmy Wawerka v Lipníku nad Bečvou, kde zavedl výrobu soustruhu s rychlostní skříní a vlastním elektromotorem. Z tohoto místa odešel do strojíren v Orlové, kde zdokonaloval cementářské stroje. Roku 1933 nastoupil u firmy Baťa jako konstruktér ve Zlíně a od roku 1941 působil jako ředitel strojíren v Sezimově Ústí.

## Letadla Metoděje Vlacha
V Mladé Boleslavi intenzivně pracoval na konstrukci letadel. Podle dochovaných záznamů jich sestavil hned několik. První z nich vzniklo v roce 1908, jednalo se o dvojplošník na lyžích. Letadlo nebylo dokončeno, protože Metoděj Vlach nesehnal vhodný motor. Všechny pokusy financoval ze svého montérského platu.
Druhé letadlo, rovněž dvojplošník s rozpětím sedm metrů o hmotnosti 350 kg, sestavil v roce 1909. Motor zakoupil u firmy Trojan a Négl v Kolíně, později jej však vyměnil za motor osobního automobilu Laurin & Klement. Vrtuli vyrobil osobně. Letadlo bylo schopné krátkých skoků mezi 30 a 50 metry. Pro delší lety chyběla dostatečná stabilita.
Třetí, nejúspěšnější, letadlo vzniklo v letech 1910 až 1912. Byl to celodřevěný jednoplošník o rozpětí deseti metrů, vážící 720 kg. Vrtule měla dva metry, výkon motoru dosahoval 28 kW. První veřejný let se konal 8. listopadu 1912. Po sedmdesátimetrovém rozjezdu se letadlo vzneslo a Vlach uskutečnil první let ve výši dvaceti metrů, který ten den ještě pětkrát zopakoval. Pokaždé letadlo uletělo 300 až 500 metrů. Rychlost dosáhla 100 km/h. Po šestém letu Vlach havaroval a lehce se zranil. Problém nebyl v letadle, které létalo velmi stabilně, jako spíše v nulových pilotních zkušenostech konstruktéra. Vlachovy pokusy ukončila první světová válka.

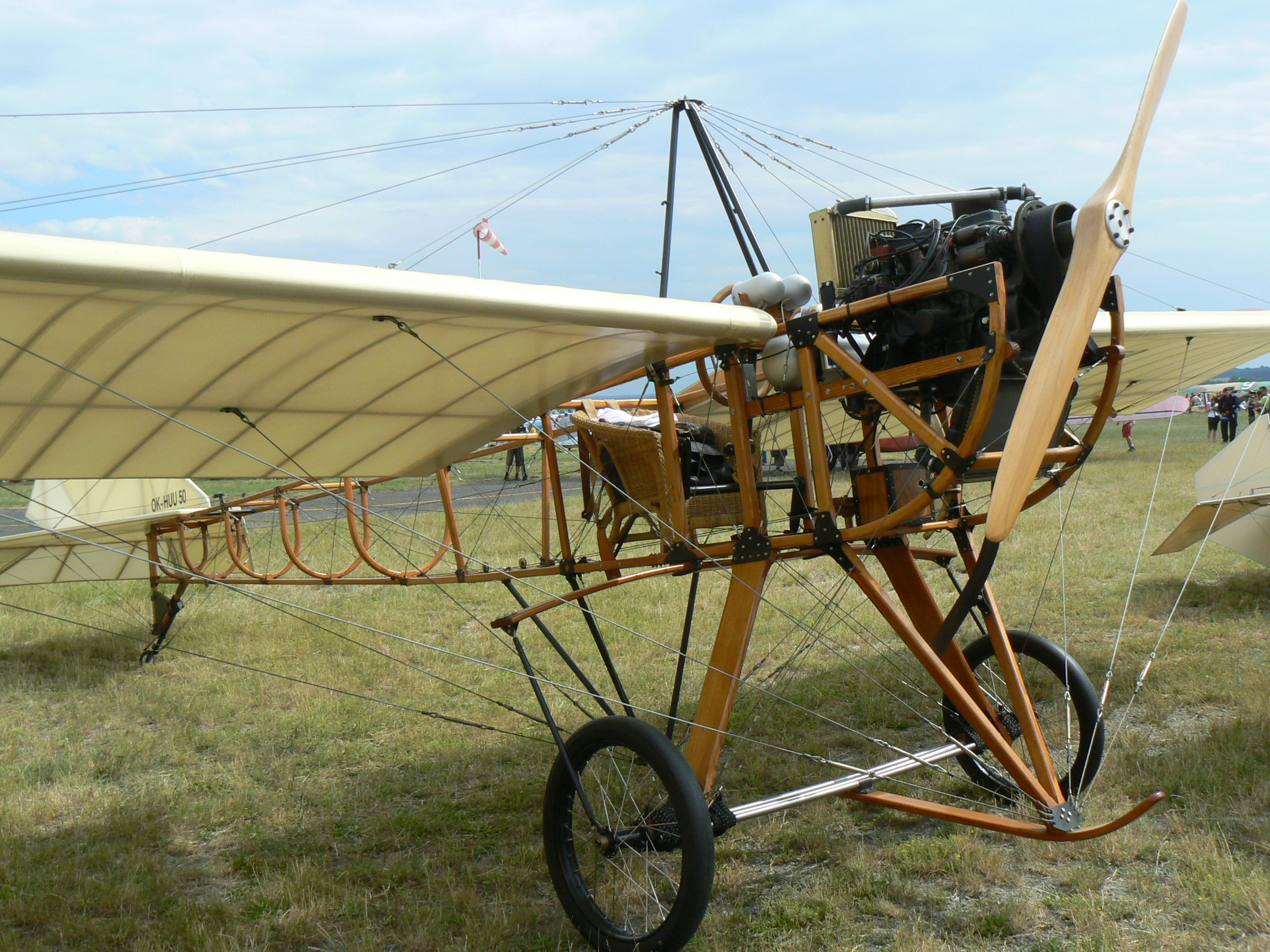
Replika z leteckého dne v Mladé Boleslavi v roce 2008

Kromě letectví se Metoděj Vlach věnoval i zlepšování závodních automobilů jako mechanik několika úspěšných závodníků.[zdroj?]

## Připomínky
- Na rodném domě Metoděje Vlacha je od roku 1974 pamětní deska.
- V Mladé Boleslavi působí Nadace Metoděje Vlacha, jejíž členové se zabývají konstrukcí replik historických letadel. Sestrojili i funkční repliku Vlachova letadla s motorem ze Škody Favorit, která létá mnohem lépe, než podobná replika Kašparova Blériotu. Od června roku 2012 je po něm také pojmenován jeden pár dálkových vlaků Českých drah mezi Prahou – Turnovem (– Tanvaldem).
- V roce 2014 byla na okraji letiště v Mladé Boleslavi dokončena stavba Leteckého muzea Metoděje Vlacha, která získala (jako jedna z pěti oceněných staveb) titul Stavba roku 2014.[2]